# 列昂尼德·盖代
列昂尼德·盖代（俄語： 1923年1月30日—1993年11月19日）是苏联和俄罗斯喜剧电影导演，在苏联享有很高的知名度并获得了广泛的公众认可。他的电影打破票房记录。他被描述为“苏联喜剧之王”。